# Keepers of the Funk
Keepers of the Funk è il secondo album del gruppo musicale hip hop statunitense Lords of the Underground, pubblicato nel 1994. Prodotto da Marley Marl e K-Def, è distribuito da Pendulum ed EMI.
Dall'album furono estratti tre singoli: Tic Toc, What I'm After e Faith.
| Recensione | Giudizio |
| ---------- | -------- |
| AllMusic   | [ 1 ]    |

## Tracce
1. Intro – 1:00
2. Ready or Not – 4:03
3. Tic Toc – 3:51
4. Keepers of the Funk (featuring George Clinton) – 4:18
5. Steam from da Knot – 3:07
6. What I'm After (featuring Redman) – 4:19
7. Faith (Featuring Deniece Williams) – 4:02
8. Neva Faded (featuring Supreme C) – 5:16
9. No Pain (featuring Sah-B) – 3:53
10. Frustrated (featuring Sah-B) – 4:18
11. Yes Y'All – 4:17
12. What U See – 3:57
13. Outro – 1:28